# Norwegia w Konkursie Piosenki Eurowizji Junior
Norwegia w Konkursie Piosenki Eurowizji Junior zadebiutowała w 2003 roku. Gdy kraj brał udział w konkursie udziałem zajmował się norweski nadawca Norsk Rikskringkasting (NRK).

## Historia Norwegii w Konkursie Piosenki Eurowizji Junior

### Konkurs Piosenki Eurowizji Junior 2003
23 grudnia 2002 roku, norweski nadawca Norsk Rikskringkasting (NRK), potwierdził debiut w 1. Konkursie Piosenki Eurowizji Junior i poinformował, że zwycięzca telewizyjnego programu Melodi Grand Prix Junior 2003 otrzyma prawo do reprezentowania kraju.  
2 czerwca stacja ujawniła listę dziesięciu kandydatów zakwalifikowanych do finału preselekcji, poinformowano również że nadawca otrzymał około 700 zgłoszeń. Do finału zakwalifikowali się: Kjersti („Et nytt håp”), Atle i Stine („Hekta på brett”), Spiri2 („Han er min”), Scholastika („Hun var så pissed off”), 2U („Sinnsykt Gal Forelsket”), Kaja („RØDT”), Alexandra („Jeg vet en dag”), Cold Breeze („Som olje i vann”), Tina („En sjanse til”) i Hidden Soul („CANIS LUPUS”).  
6 września odbył się finał Melodi Grand Prix Junior 2003, o wynikach decydowali telewidzowie i jury. Preselekcje prowadzone przez Stiana Barsnesa Simonsena zwyciężył zespół 2U z utworem „Sinnsykt Gal Forelsket”. 15 listopada wystąpili ósmi w kolejności startowej finału konkursu i zajęli 13. miejsce z dorobkiem 18 punktów. 

### Konkurs Piosenki Eurowizji Junior 2004
19 grudnia 2003 norweski nadawca potwierdził udział w 2. Konkursie Piosenki Eurowizji Junior oraz uruchomił proces zgłoszeń do kolejnej edycji preselekcji. Termin nadsyłania zgłoszeń trwał do 1 marca 2004. 3 marca 2004 poinformowano, że do telewizji wpłynęło łącznie 400 zgłoszeń.  W czerwcu 2004 roku norweski nadawca NRK zaproponował zorganizowanie 2. Konkurs Piosenki Eurowizji Junior, po tym jak nadawcy z Chorwacji i Wielkiej Brytanii wycofali swoje kandydatury. Pare dni później ogłoszono, że konkurs odbędzie się w Håkons Hall w Lillehammer. Prowadzącymi konkursu byli Nadia Hasnaoui oraz Stian Barsnes-Simonsen. 21 kwietnia 2004 stacja ujawniła listę dziesięciu kandydatów zakwalifikowanych do kolejnej edycji preselekcji Melodi Grand Prix Junior, na liście znaleźli się: Cee Jays („Hør på oss”), Joakim Molander („Vi to”), Vi („Det er ikke deg, det er meg”), Aleksander Moberg ps. „@lek” („En stjerne skal jeg bli”) The Exocarps („Andreplass”), Sheep Boys („Damer er no dritt”), Luna („Min egen vei”), Hanne Merete Kristensen („Her for deg”), Summerboys („Det var sommer”) i Rosa Klinkekuler („Bikinidamene”). 
12 czerwca 2004 eliminacje prowadzone przez Nadię Hasnaoui i Stiana Barsnesa-Simonsena zwyciężył Aleksander Moberg ps. „@lek” z utworem „En stjerne skal jeg bli”. 20 listopada 2004 @lek wystąpił jako piąty w kolejności startowej w finale konkursu organizowanego w Lillehammer i zajął 13. miejsce zdobywszy 12 punktów.

### Konkurs Piosenki Eurowizji Junior 2005
Reprezentantką Norwegii w 3. Konkursie Piosenki Eurowizji Junior została 10 letnia Malin Reitan, zwyciężczyni Melodi Grand Prix Junior 2005 z piosenka „Sommer Og Skolefri”. Zajęła 3 miejsca z dorobkiem 123 punktów, jest to najlepszy wynik Norwegii w konkursie.

### Konkurs Piosenki Eurowizji Junior 2006–2024: Brak udziału
Norwegia od 2006 nie uczestniczy w Konkursie Piosenki Eurowizji Junior, ponieważ według nadawcy NRK konkurs wywołuje zbyt dużą presję na uczestniczących w nim dzieciach.
8 lipca 2014 media informowały jakoby EBU rozmawiało z komercyjnym norweskim nadawcą TV2 w sprawie potencjalnego powrotu do którego ostatecznie nie doszło.
21 grudnia 2021 roku ujawniono, że norweski nadawca NRK wysłał delegację do Paryża w celu obserwacji 19. Konkursu Piosenki Eurowizji Junior, co wywołało spekulacje o możliwym powrocie Norwegii do konkursu po 16 latach. Pomimo spekulacji 26 maja 2022 nadawca ogłosił, że nie powróci do rozgrywki w 20. Konkursie Piosenki Eurowizji Junior.
3 grudnia 2022 roku szef norweskiej delegacji Stig Karlsen potwierdził, że kraj nie zamierza brać udziału w konkursie w przyszłości, co uargumentował słabą sytuacją finansową nadawcy oraz regulaminem konkursu, ale całkowicie nie wyklucza powrotu do udziału w wydarzeniu. 13 grudnia NRK oświadczyło, że nie weźmie udziału w edycji w 2023 roku z powodu braku kolejnej edycji Melodi Grand Prix Junior. 
4 stycznia 2024 nadawca wykluczył powrót do udziału w konkursie. 7 stycznia telewizja stwierdziła, że przygotowuje się do powrotu w 2025 a swojego reprezentanta planuje wybrać za pośrednictwem Melodi Grand Prix Junior. 22 lipca 2025 dziecięcy kanał NRK Super poinformował, że nie wrócą do udziału w 2025 z powodu braku kolejnej edycji Melodi Grand Prix Junior, jednak telewizja rozważy udział w 2026 roku.

## Uczestnictwo
Norwegia uczestniczyła w Konkursie Piosenki Eurowizji Junior od 2003 do 2005 roku. Poniższa tabela uwzględnia nazwiska wszystkich norweskich reprezentantów, tytuły konkursowych piosenek i języki w których były śpiewane oraz wyniki w poszczególnych latach.
| Rok                                   | Artysta      | Piosenka                  | Język    | Miejsce | Punkty |
| ------------------------------------- | ------------ | ------------------------- | -------- | ------- | ------ |
| 2003                                  | 2U           | „Sinnsykt Gal Forelsket”  | norweski | 13      | 18     |
| 2004                                  | @lek         | „En stjerne skal jeg bli” | norweski | 13      | 12     |
| 2005                                  | Malin Reitan | „Sommer Og Skolefri”      | norweski | 3       | 123    |
| Brak reprezentanta w latach 2006–2024 |              |                           |          |         |        |

Legenda:
     1 miejsce
     2 miejsce
     3 miejsce

## Historia głosowania w finale (2003–2005)
Poniższe tabele pokazują, którym krajom Norwegia przyznawała w finale konkursu punkty oraz od których państw norwescy reprezentanci otrzymywali noty.
| Lp. | Kraj                 | Punkty |
| --- | -------------------- | ------ |
| 1   | Dania                | 32     |
| 2   | Chorwacja            | 23     |
| 3   | Hiszpania · Białoruś | 20     |
| 4   | Rumunia              | 14     |

| Lp. | Kraj             | Punkty |
| --- | ---------------- | ------ |
| 1   | Dania            | 22     |
| 2   | Szwecja          | 21     |
| 3   | Hiszpania        | 13     |
| 4   | Łotwa            | 11     |
| 5   | Malta · Holandia | 10     |

## Organizacja
| Lata | Lokalizacja                         | Prezenter(zy)                          |
| ---- | ----------------------------------- | -------------------------------------- |
| 2004 | Norwegia (Lillehammer, Håkons Hall) | Nadia Hasnaoui, Stian Barsnes-Simonsen |

## Komentatorzy i sekretarze
Spis poniżej przedstawia wszystkich norweskich komentatorów konkursu oraz krajowych sekretarzy podających punkty w finale.
| Komentatorzy i sekretarze z Norwegii               | Komentatorzy i sekretarze z Norwegii | Komentatorzy i sekretarze z Norwegii |
| Rok                                                | Komentator                           | Sekretarz                            |
| -------------------------------------------------- | ------------------------------------ | ------------------------------------ |
| 2003                                               | Stian Barsnes-Simonsen               | b.d                                  |
| 2004                                               | Jonna Støme                          | Ida                                  |
| 2005                                               | Nadia Hasnaoui                       | Karoline Wendelborg                  |
| Brak reprezentanta i transmisji w latach 2006–2023 |                                      |                                      |